# Bukit Linteung
Bukit Linteung är en kulle i Indonesien.   Den ligger i provinsen Aceh, i den västra delen av landet, 1 600 km nordväst om huvudstaden Jakarta. Toppen på Bukit Linteung är 48 meter över havet.
Terrängen runt Bukit Linteung är platt.Runt Bukit Linteung är det ganska glesbefolkat, med 43 invånare per kvadratkilometer. I omgivningarna runt Bukit Linteung växer i huvudsak städsegrön lövskog.